# Tihomir Orešković
Tihomir Orešković, detto Tim (Zagabria, 1º gennaio 1966), è un politico e dirigente d'azienda croato naturalizzato canadese, direttore finanziario per la multinazionale di farmaci generici Teva Pharmaceutical Industries ed ex primo ministro della Croazia.
In passato amministratore delegato e presidente del consiglio di supervisione dell'azienda Pliva. È stato anche a capo del financial management di Teva in Europa.

## Biografia
Orešković è nato a Zagabria nel 1966 e nel 1989 si è laureato in chimica alla McMaster University in Canada, dove nel 1991 ha ottenuto anche un MBA in finanza e sistemi informativi. Dal 1992 ha fatto carriera nell'azienda farmaceutica statunitense Eli Lilly, prima nel dipartimento finanza e affari internazionali, quindi come direttore per le relazioni con l'amministrazione pubblica e gli affari economici.
Orešković è poi passato alla compagnia farmaceutica canadese Novopharm (oggi Teva Canada), come vicepresidente allo sviluppo economici e ai prodotti di specialità.
Orešković ha iniziato a lavorare per Pliva nel 2009 come chief financial officer per l'Europa orientale, e dall'anno successivo anche per il Mediterraneo, Israele e l'Africa. Orešković detiene doppia cittadinanza croata e canadese.
Il 23 dicembre 2015 viene proposto dalla coalizione tra HDZ e MOST per la carica di Primo ministro. Inizia il suo mandato il 22 gennaio 2016 ed è rimasto in carica fino al 19 ottobre successivo.